# Special Occasion
"Special Occasion" is een hitsingle van de Amerikaanse soulgroep Smokey Robinson & The Miracles. Het nummer was de derde single afkomstig en titeltrack van het album "Special Occasion". Het was, op "If You Can Want" na, de meest succesvolle single van dit album. "Special Occasion" bereikte namelijk op de poplijst in de Verenigde Staten de zesentwintigste positie en op de R&B-equivalent van dat land werd de vierde plaats behaald. Op de poplijst van Canada was het nummer succesvoller dan op die van het land van herkomst. Daar bereikte "Special Occasion" namelijk de negentiende positie.
Zoals veel nummers van Smokey Robinson & The Miracles in deze periode, het einde van de jaren zestig, werd ook "Special Occasion" door Al Cleveland geschreven. Dit deed hij in samenwerking met de leadzanger van de groep, Smokey Robinson, die voor de komst van Cleveland als componist zelf ook al veel nummers voor de groep had geschreven. Voorbeelden van andere nummers die de twee samen schreven zijn de top 10-hits "I Second That Emotion" en "Baby, Baby Don't Cry". Robinson en Cleveland produceerde "Special Occasion" ook samen. Dit is wel opvallend te noemen, omdat Robinson meestal alleen de nummers voor The Miracles produceerde. De tekst van "Special Occasion" gaat erover dat de verteller elke keer dat hij bij zijn geliefde is, het als een speciaal moment voelt. De muziek die de tekst ondersteund wordt, zoals op bijna alle nummers van The Miracles, verzorgd door de vaste studioband van Motown, The Funk Brothers. Het intro begint met een kenmerkende riff op de dwarsfluit. Dit stuk is ook tijdens de refreinen weer te horen. Op ongeveer twee derde van het nummer is er een interlude waarbij de blazers een belangrijke rol spelen.
De B-kant van "Special Occasion" is het nummer "Give Her Up". Net als de A-kant is ook dit nummer afkomstig van het album "Special Occasion", waar het het laatste nummer op de A-kant is. "Give Her Up" werd echter door Smokey Robinson alleen geschreven, in tegenstelling tot het nummer in kwestie.

## Bezetting
- Lead: Smokey Robinson
- Achtergrond: Ronnie White, Bobby Rogers, Warren "Pete" Moore en Claudette Robinson
- Instrumentatie: The Funk Brothers
- Gitarist: Marv Tarplin
- Schrijvers: Smokey Robinson en Al Cleveland
- Producers: Smokey Robinson en Al Cleveland